# Reinaldo Espinosa Aguilar
Reinaldo Espinosa Aguilar (Zaruma, 22 de junio de 1898-Tumaco, 28 de diciembre de 1950), botánico, biólogo ecuatoriano. Probablemente el máximo representante de la botánica en el Ecuador durante el siglo XX; investigó y catalogó la flora andina en todo el Ecuador y se concentró en el sur del territorio alrededor de Zaruma. 

## Biografía
Hijo de Modesto Espinosa Zambrano y Maria Zobeida Aguilar, estudió en la escuela superior de varones en Zaruma y en Instituto Normal Juan Montalvo de Quito (octubre de 1913), graduándose de Profesor Normalista en 1918, regresó a Zaruma y prestó servicios como profesor auxiliar de su escuela hasta 1924 año en que fue profesor de la Escuela Modelo "Nueve de Octubre" en Guayaquil. Catedrático de Ciencias Biológicas en Quito en 1926, estudio alemán en la Universidad Central del Ecuador, idioma que dominó a la perfección.
En 1928 inició sus estudios en la Universidad de Berlín, en 1929 transfirió a la de Jena graduándose en 1932 magna cum laude con el título de doctor en Matemáticas y Ciencias Naturales. Tesis doctoral: Okologische Studien über Kordillerenpfianzen (Morphologish und Anatomish Dargestellt)
Se casó en Alemania con Margot Eichler.
En 1933 fue rector del Normal Juan Montalvo. En 1934 Ministro de Educación para el gobierno del Dr. José María Velasco Ibarra creando la I Comisión de Investigaciones Mentales.
Catedrático de Botánica y Genética en la Universidad Central hasta el año 1939. Representante del Ecuador al Congreso Internacional de Agricultura a realizarse en Dresde. Durante la Segunda Guerra Mundial trabajó de traductor al español de documentos oficiales y científicos a difundirse por la Rundfunkgesellschaften (RRG).
La presidencia del Ecuador y la presión y colaboración de sus amigos y familiares permitieron su regreso al Ecuador, luego de una corta estancia en Zaruma en la casa de su prima Carmen Espinosa Aguilar de Valarezo, aceptó la cátedra de Ciencias Biológicas de la Universidad de Loja. La mayor parte de sus obras fueron publicadas en este periodo
Fundador del “Herbarium Universitates Loxensis”. Rencillas político-personales con los Carrión (Alejandro Carrión escritor izquierdista- y Miguel Carrión –Rector de la Universidad de Loja) le obligaron a trasladarse a Quito para posteriormente aceptar las cátedras de Botánica, Biología y Genética y alemán en la Universidad de Nariño; nombrado decano de la Facultad de Agronomía
Murió en la selva de Tumaco el 28 de diciembre de 1950 en el transcurso de investigaciones botánicas mientras su familia vivía en Quito.

## Obras
- Okologische Studien über Kordillerenpfianzen
- Contribuciones al conocimiento de la Vegetación y de la Flora del Ecuador (traducción del alemán)[1][2]
- Programa de Botánica y Genética
- Guía para la aplicación de los programas de Biología en los Colegios de Segunda Educación
- Prospecto e Introducción al Curso para profesores de Botánica
- Estudios botánicos en el sur del Ecuador I. 2ª ed. ilustrada de Herbario Loja/Herbario AAU, 239 pp. 1997 ISBN 9978951849
- Estudios botánicos en el sur del Ecuador II
- Inventario de la Flora de Loja
- Loja, Catamayo, Malacatos, Vilcabamba. Vol. 1 de Estudios botánicos en el sur del Ecuador. Editor Universidad, 110 pp.
- Las Plantas. Serie Naturaleza Viviente. Publicaciones de la Universidad Central, 1939.